# Jeanne Hermans
Jeanne Lucie Hermans (Gent, 14 december 1854 - Brugge, 2 juli 1934) was een Belgisch fotografe actief in Brugge.

## Levensloop
Jeanne Hermans was de dochter van Joseph Hermans (1817-1891), meubelmaker en Lucie Van de Vijver (1817-1885) in Gent.
In 1882 komt ze samen met fotografe Caroline Prignot-Gerard (1842-1909) naar Brugge om er de fotostudio van Arthur Brayer (1848-1894) over te nemen. Ook haar ouders verhuizen mee naar Brugge. Deze fotostudio was gelegen aan de Mallebergplaats 5. In 1891 kwam een eind aan de samenwerking met Caroline Gerard. Professioneel was Hermans vooral actief als portretfotografe maar benaderde toen al het niveau van de kunstfotografie. Ze maakte gebruik van de witte achtergrond en accentueerde een natuurgetrouwe pose van de geportretteerde. In 1885 heeft ze een patent genomen voor het “photo-eleo-miniature”- systeem. 
Ze behaalde onderscheidingen op internationale tentoonstellingen in Madrid (1907), Den Haag (1908) en Rotterdam (1909). Twee Brugse fotografen kregen hun opleiding bij haar: Victor Van Sassenbroeck en Van der Reysen.
Op 69-jarige leeftijd verhuist ze naar een kleiner onderkomen aan de Vlamingstraat 25 om daar na twee jaar in 1925 haar fotostudio definitief te sluiten. Haar laatste levensjaren brengt ze door in het Potteriegasthuis, een ouderlingentehuis, waar ze op 80-jarige leeftijd overlijdt.